# Pakistan Television Corporation
Pakistan Television Corporation (in urdu پاکستان ٹیلی وژن نیٹ ورک‎?), nota anche come PTV, è l'ente televisivo pubblico del Pakistan. Trasmette dalla capitale Islamabad in urdu e in inglese.

## Storia

### Fondazione
L'idea di fondare un'azienda televisiva in Pakistan fu concepita a fine 1956 e realizzata da una commissione per l'educazione nazionale privata con l'appoggio del Presidente della Repubblica Field Marshal Ayub Khan nel 1960.
Nel 1961 il magnate e industriale del settore dei media Syed Wajid Ali avanzò un progetto industriale per la creazione di una società televisiva privata in cooperazione con la giapponese  Nippon Electric Company e la britannica Thomas Television International, ponendo alla direzione dei lavori l'ingegnere elettronico Ubaidur Rahman, all'interno della struttura tecnica di Radio Pakistan (gruppo Pakistan Broadcasting Corporation) nella città di Lahore, dove furono costruiti una torre di trasmissione e uno studio.
Nel 1962 furono effettuati i primi test pilota di trasmissione; nel 1963 gli studi e le attrezzature furono spostati nella capitale Islamabad, vicino alla sede del Governo.
Il 26 novembre 1964 il Presidente Ayub Khan inaugurò ufficialmente il canale televisivo e l'avvio delle trasmissioni regolari: andò in onda il primo notiziario in bianco e nero. 
Furono inaugurate ulteriori sedi a Dacca il 25 dicembre 1964 (l'allora capitale del Pakistan Orientale, odierno Bangladesh), a Rawalpindi e ad Islamabad nel 1965 e a Karachi nel 1966.
Basandosi su un format di Thomas Television International, il palinsesto del canale offriva inizialmente programmi amatoriali di produzione propria e film stranieri; i vari conglomerati industriali vi inserivano la loro pubblicità gratuitamente.
Con l'aiuto dell'UNESCO, del Piano Colombo e del Governo del Giappone, fu creata la struttura televisiva della provincia del Punjab.
Il 29 maggio 1967, in base al Company Act del 1913, il canale fu registrato come società privata "Pakistan Television Corporation (PTV)", con responsabilità di servizio televisivo pubblico.
A quel tempo tutti i programmi in studio erano trasmessi in diretta, dal momento che fino al 1968 non erano disponibili i videoregistratori.

### Nazionalizzazione
Dopo la guerra indo-pakistana del 1971 PTV fu nazionalizzata e posta sotto il controllo del Governo dall'allora Presidente della Repubblica Zulfiqar Ali Bhutto. Grazie ai finanziamenti pubblici che fecero seguito al nuovo assetto l'azienda conobbe una grande espansione in tutto il Paese.
Diversamente da altre aziende di Stato, Pakistan Television Corporation era autorizzata dal Governo del Pakistan a raccogliere una discreta quantità di capitale privato per finanziarsi, compreso un canone televisivo mensile da tutti gli utenti del servizio elettrico.
PTV, da allora in poi, promuoveva la letteratura regionale, le miniserie di fantascienza, la musica country e le rappresentazioni teatrali che romanticizzavano i valori della vita rurale: era ritenuta una fonte importante di integrazione nazionale.
Nel 1974 furono create le sedi regionali di PTV e degli studi televisivi a Peshawar e Quetta.
Le trasmissioni di PTV passarono dal bianco e nero al colore nel 1975. Negli anni 1977–78 le interviste di PTV portarono alla fama molti scienziati, politici, sportivi, attori, musicisti e artisti.
Negli anni ottanta il segnale di PTV copriva oltre il 90% del territorio del Pakistan e deteneva ancora il monopolio del servizio televisivo e dei media elettronici. In quell'epoca furono fatti grossi investimenti per la realizzazione di vari programmi educativi ma, per contro, il governo usava il mezzo televisivo per promuovere particolarmente delle idee conservatrici.
Durante gli anni settanta, ottanta e novanta la fiction di PTV era considerata internazionalmente la migliore nel subcontinente indiano. Tra le sue produzioni: Khuda Ki Basti, Parchaiyan, Unkahi, Tanhaiyaan, Fifty Fifty, Khawaja and Son, Andhera Ujala, Sona Chandi, Uncle Urfi, Alif Noon, Waaris, Dhoop Kinare, Guest House, Ainak Wala Jin, Alpha Bravo Charlie, Zair, Zabar, Pesh, Dhuwan, Kath Putli, Wafa Ham Nibhaein Gay, Bandhan, Kaghaz Kay Phool, Muqqdas, Bint-e-Adam, Malangi, Sawan, Sheela Bagh, Tinkay, Aisa Bhi Hota Hai, Rasta De Zindagi, Chubhan, Kuch Lamhay e Khuwahesho Kay Sarab.
Nel corso degli anni novanta, però, la programmazione di PTV, che inizialmente era considerata di spessore intellettuale, cedette alla pressione degli interessi commerciali, tantoché nel 1992 la composizione del palinsesto era al 56% di intrattenimento e solo al 25% di informazione e programmi educativi.
In risposta alle sfide lanciate dai canali privati come Shalimar Television Network (STN) e Network Television Marketing (NTM), e dai canali indiani, nel 1992 PTV lanciò una seconda rete, PTV 2, la prima in Pakistan ad essere trasmessa anche via satellite, la prima anche a comparire in Asia, Africa e Australia. PTV/PTV 1, invece, raggiunse il satellite nel 1993. 
Nel 1998 PTV 2 fu trasformata in PTV World, passando alla tecnologia digitale sul satellite nel 1999. Il segnale di PTV si allargò all'Europa e successivamente al Nord America grazie alla partnership pubblico-privata "PTV Prime". Lo stesso anno PTV acquisì STN; nel 2000 la ribattezzò "Channel 3" e le dette un palinsesto generalista (anche STN/Channel 3 era visibile via satellite).
A gennaio 2012 fu lanciato il canale PTV Sports, una rete interamente dedicata agli eventi sportivi nazionali e internazionali.
Il 30 maggio 2018 fu creata PTV Parliament al fine di trasmettere in diretta le sedute del Parlamento.
Il 14 aprile 2020, nel periodo di pandemia da COVID-19, fu attivato il canale didattico PTV Teleschool, che permise di impartire lezioni scolastiche a distanza.

## Canali televisivi
PTV gestisce un totale di 10 canali televisivi:
- PTV Home (originariamente PTV 1), canale di intrattenimento 24 ore su 24 in lingua urdu;
- PTV News, rete d'informazione e approfondimento 24 ore su 24 in urdu;
- PTV Sports, canale dedicato allo sport 24 ore al giorno in urdu;
- PTV World (originariamente PTV 2), emittente televisiva internazionale, trasmette in inglese informazione, attualità e intrattenimento 24 ore su 24;
- PTV Global, rete di notizie e intrattenimento che si rivolge alla diaspora pakistana negli Stati Uniti (su Dish Network) e in Europa, in urdu;
- PTV National, offre programmi di informazione, cultura e intrattenimento nelle diverse lingue locali del Pakistan (punjabi, pahari-pothwari e saraiki dalla sede di Lahore, sindhi dalla sede di Karachi, pashtu e hindko dalla sede di Peshawar, beluci, pashtu e brahui dalla sede di Quetta), in urdu, inglese, arabo e kashmiri;
- AJK TV, rete per le regioni di Azad Jammu e Kashmir, nelle lingue kashmiri e shina;
- PTV Bolan, rete di informazione e intrattenimento per i locutori di beluci, pashtu e brahui;
- PTV Parliament, emittente che trasmette in diretta le sedute del Parlamento pakistano e i suoi comitati, in urdu;
- PTV Teleschool, canale didattico, in inglese e in urdu.

## Organizzazione

### Amministrazione
Il Presidente di PTV è nominato dal Presidente del Consiglio su approvazione del Presidente della Repubblica. È a capo del Consiglio d'amministrazione, i cui membri sono nominati dal Governo per gestire i suoi affari e fornire dei resoconti direttamente al Segretario.
Il Direttore di PTV è il capo dell'amministrazione di PTV con responsabilità esecutive. La sua nomina dipende dall'approvazione del Governo e del Presidente di PTV.

### Struttura attualità
I programmi di attualità vengono trasmessi regolarmente da PTV fin dagli esordi; una struttura apposita per l'attualità fu però creata nel 1982.
I programmi di attualità, compresi quelli nelle lingue regionali prodotti da ciascuno dei centri televisivi, sono ospitati in trasmissioni regolari. Gli argomenti dei programmi nelle lingue regionali trattano principalmente questioni locali e provinciali di attualità. La struttura attualità produce anche dei programmi in occasioni particolari, come la trasmissione in diretta della parata delle Forze Armate durante l'anniversario dell'indipendenza del Pakistan, la trasmissione in diretta della cerimonia dell'alzabandiera il Giorno dell'Indipendenza, il discorso alla Nazione da parte del Capo dello Stato, documentari su importanti progetti nazionali, la trasmissione in diretta di alcune sedute del Senato e dell'Assemblea Nazionale.

### Struttura sportiva
La struttura sportiva fu creata nel 1983, dimostrandosi estremamente produttiva e remunerativa per PTV.
I suoi principali obiettivi sono organizzare intrattenimento sportivo attraverso la copertura di momenti importanti nel campo degli sport e mantenere gli spettatori aggiornati sugli eventi sportivi nazionali e internazionali.
La struttura sportiva produce 200 minuti di trasmissioni settimanali regolari, oltre alla copertura occasionale di sport internazionale/nazionale in diretta, concentrandosi in particolar modo sugli interessi degli spettatori pakistani.

### Struttura cinema
Il 9 giugno 2022 il Ministro dell'informazione e della radiotelevisione Marriyum Aurangzeb e PTV lanciarono la Struttura cinema in contemporanea a PTV Flix, servizio on demand che offre 75 anni di materiale d'archivio sotto forma di fiction, film e altri generi.

### Struttura relazioni internazionali
La struttura relazioni internazionali partecipa ai festival della televisione e alle competizioni internazionali inviando il meglio dei programmi di PTV. Ha vinto importanti premi e riconoscimenti.
Un gran numero di programmi di PTV viene esportato in altri Paesi, rafforzando le condizioni finanziarie dell'azienda. Shalimar Recording and Broadcasting Company e Sports Star International Company sono le principali società distributrici dei programmi di PTV.
Parte della fiction e dei documentari viene fornita gratuitamente a Paesi stranieri attraverso i ministeri governativi e le missioni all'estero allo scopo di fare conoscere il Pakistan e i suoi popoli.
Questa struttura realizza il doppiaggio e l'editing e, per alcuni programmi selezionati, i sottotitoli in inglese e in arabo per la proiezione all'estero, in particolare nei Paesi musulmani. I documentari di National Geographic Magazine vengono sottotitolati in urdu.
Dall'estero la struttura acquista film a cartoni animati, di fantascienza, commedie, d'avventura e drammatici, serie televisive e programmi di interesse pubblico generale.

### Struttura tecnica
La struttura tecnica si occupa di operazioni quotidiane e della manutenzione dei centri di PTV e delle stazioni di ritrasmissione, di nuovi progetti, di pianificazione e approvvigionamento, e delle attività di ricerca e sviluppo.
Era un capolavoro di ingegneria al tempo in cui il Pakistan iniziò le trasmissioni televisive, nel 1964 a Lahore, molto prima dei suoi vicini Iran nel 1966 e India nel 1965. Nel corso degli anni il sistema è divenuto un network nazionale offrendo due canali. PTV è anche conosciuta come Pakistan TeleVision.

### Struttura informatica
La struttura informatica fu creata nel 1988 e ad oggi conta un personale di 450 professionisti, rappresentati in tutti i centri di PTV, ovvero Islamabad, Lahore, Karachi, Peshawar, Multan, Quetta e Muzafarabad, AJK e la sede di PTV ad Islamabad.

### Commissione censura
Subito dopo l'introduzione della videoregistrazione, nel 1967, fu necessario sapere se i programmi registrati fossero adatti per andare in TV. A questo scopo fu creata la Commissione censura nel 1968 su approvazione del Segretario e del Ministro dell'informazione e della radiotelevisione, per filtrare e certificare i molti programmi sia importati che acquisiti localmente, in modo veloce ed efficiente. Attualmente il consulente di PTV di notizie/attualità/presentazione è a capo della Commissione censura.

### Accademia di formazione
Fondata nel 1987, Pakistan Television Academy è un'istituzione televisiva di punta in Pakistan, che impartisce formazione professionale nelle discipline della tecnologia della televisione. A capo di essa è un direttore, assistito da un team di professionisti della televisione, membri della facoltà accademica.
Al giugno 1998 oltre 3100 persone avevano frequentato i corsi di formazione condotti dalla PTV Academy in ingegneria, informatica, finanza, amministrazione, e notizie, attualità e produzione dei programmi, compresi i partecipanti visitatori da altri Paesi, inclusi i Paesi membri del SAARC.

## Ricezione

### Digitale terrestre
PTV trasmette un totale di 10 canali televisivi su digitale terrestre in standard DVB-T HDTV.

### Satellite[11]
| Satellite          | Paksat 1R                                                                                      | Astra 2G   | Anik F3    |
| Posizione orbitale | 38.0°E                                                                                         | 28.2°E     | 118.8°W    |
| Canali             | PTV Home, PTV Sports, PTV News, PTV World, PTV Global, PTV National, PTV Bolan, PTV Parliament | PTV Global | PTV Global |
| Frequenza          | 4001 V                                                                                         | 11553 O    | 12111 R    |
| Bouquet            | -                                                                                              | -          | Dish USA   |
| SR                 | 13333                                                                                          | 22000      | 20000      |
| FEC                | 3/4                                                                                            | 5/6        | 3/4        |
| Modulazione        | 8PSK                                                                                           | 8PSK       | 8PSK       |

### Streaming
I canali sono disponibili in streaming